# 生醫信號處理
生物醫學信號處理（biomedical signal processing）的主要任務是根據生物醫學信號（biomedical signal）的特點，應用資訊科學的基本理論和方法，並研究如何從被干擾和雜訊淹沒的觀察記錄中，提取各種生物醫學信號中所攜帶的資訊，對它們進一步分析、解釋、分類、顯示、儲存和傳輸。

## 生物醫學信號處理
針對不同的生物醫學信號，如心電圖(ECG)、腦波圖(EEG)、肌電圖(EMG)，有不同的演算法設計，一方面提取出信號特徵，另一方面有效的消除信號雜訊。由於生物醫學信號通常是非穩態信號(non-stationary signal)、時變率高，較不適合使用傅立葉轉換分析，使用時頻分析方法或小波轉換較能精確描述每個時間點的頻率、波形變化。如小波轉換可保留接近原始信號成分的低頻訊號，以及分離出疑似雜訊的高頻訊號，對於即易受雜訊干擾的生物醫學信號來說相當適合。

### 心電圖(ECG)信號處理
心跳是重要生命跡象，而由心電圖可辨別出許多疾病徵兆，因此快而準確的心電圖信號分析對於病情診斷相當有幫助。
心電圖信號處理包含以下幾個部分：特徵萃取(feature extraction)、 特徵選取(feature detection)、資料壓縮、心律變異分析(heart rate variability,HRV)以及R波偵測(R-wave detection)。當中又以R波偵測為心電圖信號處理當中的重要步驟，相關演算法的第一個步驟幾乎都是找到R波波峰位置，再依照R波位置辨別出P、Q、T、S波之相對位置。而兩個相鄰R波波峰距離(RR Interval)與心率(Heart Rate)可用來進行心律變異分析，可由此分析判斷病人的健康狀況。
- R波偵測

R波偵測演算法時作主要有三大類：時域、頻域與其他分析方法。在時域部分，通常是將R波看為一瞬間極大振幅變化，對時間域上的信號微分，比較一次微分和二次微分的結果，得到R波波峰位置，如So and Chan Algorithm。時域上的分析通常相當準確、快速，因此適合在即時監測時使用，但容易受雜訊干擾。頻域分析通常使用小波轉換或希爾伯特黃轉換進行，通常可得到精確且不受雜訊干擾的結果，然而頻域分析所需時間較長，不適合提供即時數據。其他分析方法則包含zero-crossing method、morphologic filtering、gene-based design……等方法。
- 心電圖資料壓縮

為了有效分析心跳數據，ECG訊號通常是24小時監控，資料量相當龐大，所面臨的挑戰除了壓縮資料大小，也必須確保資料復原後的準確度。Walsh Transform(WHT)是一種類似傳統離散傅立葉轉換(DFT)的信號處理，除了與DFT相似的正交性，WHT由於振幅為1，皆為實數運算且不需任何乘法，因此具有快速演算法，可在短時間內進行頻譜分析。相關演算法包含：Cooley-Tukey、Manz’s Sequence Algorithm、John L. Shark’s Algorithm。

### 腦波圖(EEG)信號處理
腦波圖的紀錄可分為兩種：腦電波與腦磁波。前者測量大腦皮質的電流，後者則測量腦磁波。大腦皮質電流是由細胞群之間電位差所造成，為細胞外的電流。而在神經活化、產生電訊號的時候，會因法拉第第一定律產生磁場變化，磁場訊號變化大小即為腦磁波。通常會將EEG訊號標註刺激(stimulus)、自發動作(event)或反應(response)等基點，取固定的時間間距中的訊號，再配合PCA(Principle Component Analysis)及ICA(Independent Component Analysis)確認正確發出訊號的時間點、波頻和傳遞方向。
人腦中有許多不同頻率大小的功能區域性腦波律動(Brain Rhythm)，如：感覺運動區的Mu Rhythm頻率約在10~20Hz之間、枕葉視覺區的Alpha Rhythm約為10Hz。藉由判定特定區域腦波圖的訊號組成，可推測出該區域功能。

### 肌電圖(EMG)信號處理
骨骼肌收縮時會產生一動作電位，收縮幅度越大、運動越大則該電位振幅越大，肌電圖即是紀錄骨骼肌動作電位變化。肌電圖可用來判別肌肉的疲憊程度，藉由時間域上的分析可監控可能狀況和周邊疲憊，而頻率域上的分析則可了解運動單元的激發率。目前在時域及頻域分析上已有多項指標可做為醫療運用參考。時域指標包含振幅均方根值(root mean square，RMS)、積分肌電圖(integral electromyography，IEMG)、經全波整流之肌電活動(Electrical Activity，EA)。而頻域則有平均功率頻率(mean power frequency，MPF)及中位頻率(median frequency，MDF)……等指標。

## 生物醫學信號的特性
信號是由一個或多個變量組成，攜帶有用資訊的函數。如果有一個信號，是從某個生命系統（生物）上記錄而得，並且能傳達有關該生命系統的狀態或行為的資訊，則我們稱此信號是生物醫學信號。例如，病人的體溫記錄、放置在頭皮上的電極的電壓記錄，以及X射線吸收從CT掃描獲得的空間圖案 皆是生物信號。
信號可以是一維的，如果他們依賴於一個單一的變量，如時間，或多維如果他們取決於多個變量，如空間坐標生物醫學信號，是屬於強雜訊背景下的低頻微弱信號，它是由複雜的生命體發出的不穩定的自然信號，從信號本身特徵、檢測方式到處理技術，都不同於一般的信號。 

### 生物醫學信號的分類
- 從電的性質來講，可以分成電信號和非電信號，如心電、肌電、腦電等屬於電信號；其它如體溫、血壓、呼吸、血流量、脈搏、心音等屬於非電信號。

非電信號又可分為：
1. 機械量，如振動（心音、脈搏、心衝擊、Korotkov音等）、壓力（血壓、氣血和消化道內壓等）、力（心肌張力等）；
2. 熱學量，如體溫；
3. 光學量，如光透射性（光電脈波、血氧飽和度等）；
4. 化學量，如血液的pH值、血氣、呼吸氣體等。

如從處理的維數來看，可以分成一維信號和二維信號：
1. 一維信號；體溫、血壓、呼吸、血流量、脈搏、心音等；
2. 二維信號；腦電圖、心電圖、肌電圖、x光片、超聲圖片、CT圖片、核磁共振圖像等。

### 信號處理的觀念──選擇性地消除資訊
信號處理的本質其實是選擇性地消除資訊，這原因往往不是因為信號傳達了與我們不相關的資訊，或是我們感興趣的資訊，而是信號中本就混雜了各種資訊。例如，腦電圖（EEG）的志願測試者，其頭皮的電生理活動記錄，也許就沾染了心電信號和無處不在的60Hz交流電力線信號。
什麼構成了我們感興趣的資訊？取決於特定的應用。例如，語音信號包含語言資訊（這句話說了些什麼？）以及有關講者（誰說了這句話？）的資訊。對前者（語言資訊）有興趣的應用，很顯然在自動語音內容識別系統，而後者（講者資訊）將被講者識別系統所重視。
信號處理是有目的地選擇，從信號中消除特定不相關的資訊，以便更容易接觸到人類觀察者或計算機系統所感興趣的資訊。

### 在生物醫學信號處理中的幾個階段
在一個典型的生物醫學應用中，信號處理可包括四個階段：數據採集（data acquisition）、信號調理（signal conditioning）、特徵提取（Feature extraction）和決策（decision making）。
數據採集的目的是捕獲信號，並以適合於計算機處理的形式進行編碼。在這個階段中，主要關心的是避免遺失有關的信號資訊。
信號調節的目標是消除或減少所收集到信號的外來成分，如從該信號的雜訊（noise）。通常情況下，這個工作會利用線性濾波器，有時，會與非線性運算子組合使用。主要目標是如何設計濾波器能讓信號從雜訊中獨立出來的效果最好。
特徵抽取的意思是分辨及量測少量的參數，或者在一個信號中，找出我們感興趣的資訊的部分的最好特徵。特徵提取和信號調節之間的區別主要是在維度的改變。鑑於調節的結果，通常與輸入信號具有相同的維度，而提取特徵集合應該具有比輸入信號低得多的維度，以促進儲存，處理和可視化。例如：Principal component analysis（PCA）。此外，特徵提取技術往往要考慮信號特性和特定於應用程序，而信號調節的方法則是非常普遍被使用於各種處理。
決策是生物醫學信號處理的最後階段，又名假設檢驗（hypothesis testing）。在臨床應用中的行動方針尤其重要的，必須採取。它的目的是回答諸如「根據腦部掃描患者是否患有腫瘤？」或「根據心電圖顯示，病人的心臟跳動是否呈現一個具體的病理？」

### 生物醫學信號的檢測方法
生物醫學信號檢測是對生物體中包含生命現象、狀態、性質、變數和成份等信息的信號進行檢測和量化的技術。生物醫學信號處理的研究，是根據生物醫學信號的特點，對所採集到的生物醫學信號進行分析、解釋、分類、顯示、儲存和傳輸，其研究目的一是對生物體系結構與功能的研究，二是協助對疾病進行診斷和治療。
生物醫學信號檢測技術是生物醫學工程學科研究中的一個先導技術，由於研究者所站的立場、目的以及採用的檢測方法不同，使生物醫學信號的檢測技術的分類呈現多樣化，具體介紹如下：
1. 無創檢測、微創檢測、有創檢測；
2. 在體檢測、離體檢測；
3. 直接檢測、間接檢測；
4. 非接觸檢測、體表檢測、體內檢測；
5. 生物電檢測、生物非電量檢測；
6. 形態檢測、功能檢測；
7. 處於拘束狀態下的生物體檢測、處於自然狀態下的生物體檢測；
8. 透射法檢測、反射法檢測；
9. 一維信號檢測、多維信號檢測；
10. 遙感法檢測、多維信號檢測；
11. 一次量檢測、二次量分析檢測；
12. 分子級檢測、細胞級檢測、系統級檢測。

### 生醫信號處理流程
1. 生物醫學信號透過電極拾取或透過感測器轉換成電信號，
2. 經放大器及預處理器進行信號放大和預處理，
3. 然後經A/D轉換器進行採樣，將類比信號轉變為數位信號，
4. 輸入電腦，
5. 然後通過各種數位信號處理演算法進行信號分析處理，得到有意義的結果。